# Wsewolod Nikolajewitsch Nekrassow
Wsewolod Nikolajewitsch Nekrassow (russisch Всеволод Николаевич Некрасов; * 24. März 1934 in Moskau; † 15. Mai 2009, ebenda) war ein russischer Lyriker und Vertreter der Konkreten Poesie.

## Leben und Werk
Wsewolod Nekrassow wurde 1934 in Moskau geboren. 1956 begann er als Dichter aktiv zu werden. Er gehörte zu den Russischen Nonkonformisten, war Mitglied der Lianosowo-Gruppe und einer der Mitbegründer des Moskauer Konzeptualismus. Die Philologin und Slawistin Anna Schurawljowa war die Ehefrau von Nekrassow.
Lange Zeit war es Wsewolod Nekrassow untersagt, seine Werke der russischen Öffentlichkeit zugänglich zu machen. Seit 1989 sind Gedichtbände von ihm in verschiedene Sprachen übersetzt und veröffentlicht worden: Poems from a Magazine (1989), Inquiry (1991) und Fair and Less than Fair (1996), Selected Poems (2002).
Ein Teil von Nekrassows Nachlass wird im Archiv der Forschungsstelle Osteuropa an der Universität Bremen aufbewahrt.